# Governatorato del Monte Libano
Il governatorato del Monte Libano (in arabo جبل لبنان‎?, Muḥāfaẓat Jabal Lubnan) è un governatorato del Libano che si trova nel centro del paese, lungo le coste del Mediterraneo. La superficie è di circa 1968,3 km² ed ha una popolazione di circa 1 731 962 abitanti (stime 2008). Il capoluogo è Baabda.

## Distretti

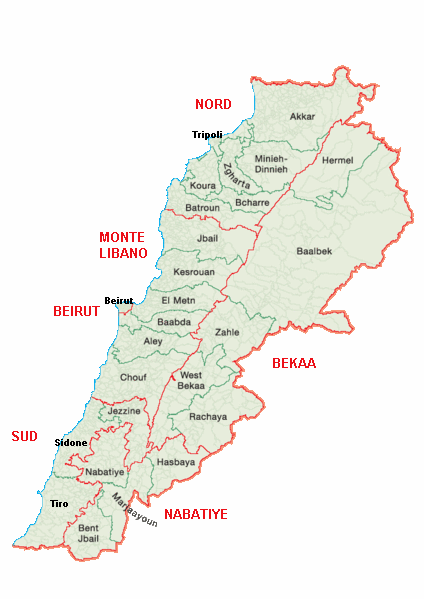

Il governatorato è organizzato in 6 distretti, da nord a sud:
- Distretto di al-Matn
- Distretto di Baabda
- Distretto di Aley
- Distretto dello Shuf